# Hellstar
Hellstar (zapis stylizowany: hellstar)  – singel polskiego rapera Chivasa. Singel został wydany 20 listopada 2024.

## Geneza utworu i historia wydania
Piosenka została napisana i skomponowana przez Krystiana Gierakowskiego, natomiast za produkcję utworu odpowiadają Chivas i Albert RCB.
Singel ukazał się w formacie digital download 20 listopada 2024 w Polsce wydaniem własnym w dystrybucji Def Jam Recordings i Universal Music Polska.

## Lista utworów
- Digital download[2]

1. „Hellstar” – 2:08

## Notowania

### Pozycje na listach sprzedaży
| Kraj   | Lista (2024)             | Najwyższa pozycja |
| ------ | ------------------------ | ----------------- |
| Polska | Billboard Poland Songs   | 5                 |
| Polska | OLiS – single w streamie | 5                 |